# J. Siebmacher's großes und allgemeines Wappenbuch
J. Siebmacher's großes und allgemeines Wappenbuch (Neuer Siebmacher en abrégé) sont une série de livres de plus de 100 armoriaux de divers auteurs, qui sont imprimées et publiées à Nuremberg après la mort de Johann Siebmacher, presque sans exception, sur le modèle des armoriaux de ce dernier.

## Histoire

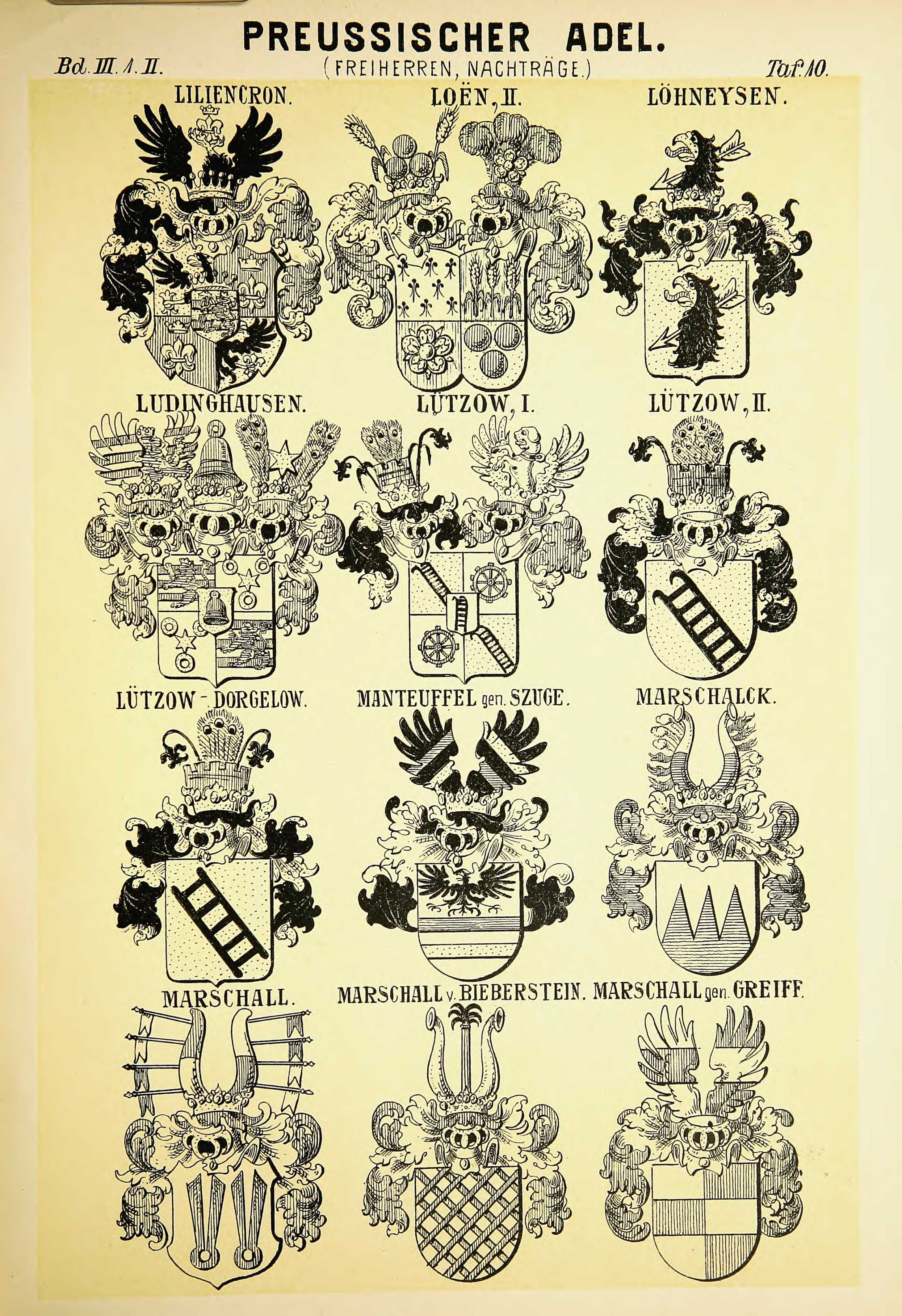
Armoiries des barons prussiens

Le peintre d'armoiries de Nuremberg Johan Sibmacher publie en 1596 un "petit livre d'armoiries" avec 19 planches d'armoiries. En 1605 suit le "New Wappenbuch" avec 226 planches, soit 3320 "représentations héraldiques authentiques", et en 1609 une deuxième partie avec 164 planches, soit 2400 blasons. Siebmacher identifie les couleurs des armoiries par des lettres. Les descriptions d'armoiries sont donc superflues. La veuve de Siebmacher, Anna Sophia, fait réimprimer les deux derniers livres d'armoiries en 1612 et 1630.
En 1653, Paul Fürst (de) achète les plaques de cuivre de Siebmacher en 1653. Il répète une quatrième fois la réédition des deux parties entre 1655 et 1657 et l'enrichit en outre d'une troisième (1656) et d'une quatrième partie (1657). Le 26 juillet 1655, l'œuvre reçoit la "protection" de l'empereur (Ferdinand III). Une cinquième partie suit dans une cinquième édition en 1666. Ces livres, toujours imprimés à Nuremberg, peuvent être regroupés sous le terme "Alter Siebmacher".
Depuis 1854, de nombreux nouveaux volumes (le "Neue Siebmacher") sont publiés à l'initiative d'Otto Titan von Hefner, initialement avec la collaboration de Friedrich Heyer von Rosenfeld (de), Gustav Adelbert Seyler (de), Adolf Matthias Hildebrandt et Maximilian Gritzner, qui contiennent, outre les armoiries, des informations sur les différentes familles et leur histoire. De plus, des réimpressions de nombreux volumes sont publiées,.

## Volumes individuels
Livres héraldiques de Siebmacher de son vivant
| Titre                  | Auteur            | Lieu      | Année | Éditeur            | Numérisé      |
| ---------------------- | ----------------- | --------- | ----- | ------------------ | ------------- |
| Wappenbüchlein         | Johann Siebmacher | Nuremberg | 1596  | ?                  | –             |
| New Wappenbuch, Teil 1 | Johann Siebmacher | Nuremberg | 1605  | Somptibus Auctoris | Livres Google |
| New Wappenbuch, Teil 2 | Johann Siebmacher | Nuremberg | 1609  | Autorisé           | Livres Google |

Deß heiligen römischen Reichs erneuertes und vermehrtes teutsches Wappenbuch (après l'acquisition des plaques de cuivre de Siebmacher)
| Titre                                                                        | Volume | Titre du volume | Auteur     | Lieu      | Année | Éditeur            | Numérisé |
| ---------------------------------------------------------------------------- | ------ | --- | ---------- | --------- | ----- | ------------------ | -------- |
| Deß heiligen römischen Reichs erneuertes und vermehrtes teutsches Wappenbuch | 1      | Enrichi d'une préface circonstancielle sur l'origine et l'usage des armoiries                                                             | Paul Fürst | Nuremberg | 1657  | Christophe Gerhard | DBO      |
| Deß heiligen römischen Reichs erneuertes und vermehrtes teutsches Wappenbuch | 2      | Augmenté d'une préface des tournois chevaleresques et de l'art du noble héraut                                                            | Paul Fürst | Nuremberg | ?     | Christophe Gerhard | DBO      |
| Deß heiligen römischen Reichs erneuertes und vermehrtes teutsches Wappenbuch | 3      | Avec une préface La différence et les interprétations des armoiries                                                                       | Paul Fürst | Nuremberg | 1656  | Christophe Gerhard | DBO      |
| Deß heiligen römischen Reichs erneuertes und vermehrtes teutsches Wappenbuch | 4      | Avec une préface Sur l'usage varié des armoiries                                                                                          | Paul Fürst | Nuremberg | 1657  | Christophe Gerhard | DBO      |
| Deß heiligen römischen Reichs erneuertes und vermehrtes teutsches Wappenbuch | 5      | Avec un discours politique attaché sur le pouvoir / la dignité / la cordialité et un grand nombre de la haute et basse noblesse allemande | Paul Fürst | Nuremberg | 1666  | Christophe Gerhard | DBO      |

Johann Siebmachers großes Wappen-Buch
| Volume            | Titre du volume                | Titre                                                   | Auteurs)            | Lieu      | Année | Éditeur            | Numérisé      |
| ----------------- | ------------------------------ | ------------------------------------------------------- | ------------------- | --------- | ----- | ------------------ | ------------- |
| 1-6               | Siebmachers großes Wappenbuch  | hauts potentats, princes, comtes, seigneurs et domaines | Johann David Köhler | Nuremberg | 1772  | Raspische Handlung | Livres Google |
| 1                 | Siebmachers großes Wappenbuchr | hauts potentats, princes, comtes, seigneurs et domaines | Johann David Köhler | Nuremberg | 1772  | Raspische Handlung | Livres Google |
| 2                 | Siebmachers großes Wappenbuch  | hauts potentats, princes, comtes, seigneurs et domaines | Johann David Köhler | Nuremberg | 1772  | Raspische Handlung | Livres Google |
| 3                 | Siebmachers großes Wappenbuch  | hauts potentats, princes, comtes, seigneurs et domaines | Johann David Köhler | Nuremberg | 1772  | Raspische Handlung | Livres Google |
| 4                 | Siebmachers großes Wappenbuch  | hauts potentats, princes, comtes, seigneurs et domaines | Johann David Köhler | Nuremberg | 1772  | Raspische Handlung | Livres Google |
| 5                 | Siebmachers großes Wappenbuch  | hauts potentats, princes, comtes, seigneurs et domaines | Johann David Köhler | Nuremberg | 1772  | Raspische Handlung | Livres Google |
| 6                 | Siebmachers großes Wappenbuch  | hauts potentats, princes, comtes, seigneurs et domaines | Johann David Köhler | Nuremberg | 1772  | Raspische Handlung | Livres Google |
| suppléments (1-5) | Siebmachers großes Wappenbuch  | hauts potentats, princes, comtes, seigneurs et domaines | Johann David Köhler | Nuremberg | 1777  | Raspische Handlung | Livres Google |
| Supplément (6-12) | Siebmachers großes Wappenbuchr | hauts potentats, princes, comtes, seigneurs et domaines | Johann David Köhler | Nuremberg | 1777  | Raspische Handlung | Livres Google |

Siebmacher’s großes und allgemeines Wappenbuch
| Volume | Titre du volume                                                       | Section | Séquence/Partie | Titre | Auteur(s)                                                        | Lieu      | Année     | Éditeur         | Numérisé* |
| ------ | --------------------------------------------------------------------- | ------- | --------------- | --- | ---------------------------------------------------------------- | --------- | --------- | --------------- | --------- |
| 1      | Souveräne und Landesfürsten                                           | 1       | 1               | Die Wappen der deutschen Souveraine und Bundesstaaten | O. v. Hefner                                                     | Nuremberg | 1856      | Bauer und Raspe | MDZ       |
| 1      | Souveräne und Landesfürsten                                           | 1       | 2               | Die Wappen der deutschen Souveraine und Lande | G. A. Seyler (de)                                                | Nuremberg | 1909      | Bauer und Raspe | GDZ       |
| 1      | Souveräne und Landesfürsten                                           | 1       | 3               | Die Wappen der deutschen Souveraine und Lande | G. A. Seyler                                                     | Nuremberg | 1916      | Bauer und Raspe | GDZ       |
| 1      | Souveräne und Landesfürsten                                           | 1       | 4               | Die Wappen der deutschen Souveraine und Lande | G. A. Seyler                                                     | Nuremberg | 1921      | Bauer und Raspe | GDZ       |
| 1      | Souveräne und Landesfürsten                                           | 1       | 5               | Die Wappen der deutschen Souveraine und Lande |                                                                  | Nuremberg | 1927      | Bauer und Raspe | GDZ       |
| 1      | Souveräne und Landesfürsten                                           | 2       |                 | Die Wappen der außerdeutschen Souveraine und Staaten | O. v. Hefner, M. Gritzner, A. M. Hildebrandt                     | Nuremberg | 1870      | Bauer und Raspe | MDZ       |
| 1      | Souveräne und Landesfürsten                                           | 3       | 1               | Die mediatisirten Fürstengeschlechter in Deutschland | O. v. Hefner, M. Gritzner, A. M. Hildebrandt                     | Nuremberg | 1878      | Bauer und Raspe | GDZ       |
| 1      | Souveräne und Landesfürsten                                           | 3       | 2               | Die erlauchten Grafengeschlechter in Deutschland | M. Gritzner, A. M. Hildebrandt                                   | Nuremberg | 1878      | Bauer und Raspe | GDZ       |
| 1      | Souveräne und Landesfürsten                                           | 3       | 2 (Anhang)      | Die erlauchten Grafengeschlechter in Deutschland (Anhang) | M. Gritzner, A. M. Hildebrandt                                   | Nuremberg | 1878      | Bauer und Raspe | GDZ       |
| 1      | Souveräne und Landesfürsten                                           | 3       | 3 A 1           | Die Fürsten des Heiligen Römischen Reiches (A – L) | M. Gritzner                                                      | Nuremberg | 1887      | Bauer und Raspe | GDZ       |
| 1      | Souveräne und Landesfürsten                                           | 3       | 3 A 2           | Die Fürsten des Heiligen Römischen Reiches (M – Z) | M. Gritzner                                                      | Nuremberg | 1887      | Bauer und Raspe | GDZ       |
| 1      | Souveräne und Landesfürsten                                           | 3       | 3 B             | Die durch deutsche Bundesfürsten in den Fürstenstand erhobenen Geschlechter | M. Gritzner                                                      | Nuremberg | 1888      | Bauer und Raspe | GDZ       |
| 1      | Souveräne und Landesfürsten                                           | 3       | 3 C 1           | Die europäischen Fürstengeschlechter nicht Römisch-Kaiserlicher oder Deutsch-Bundesfürstlicher Extractio (A – Fitz-Roy) | M. Gritzner                                                      | Nuremberg | 1894      | Bauer und Raspe | GDZ       |
| 1      | Souveräne und Landesfürsten                                           | 3       | 3 C 2           | Die europäischen Fürstengeschlechter nicht Römisch-Kaiserlicher oder Deutsch-Bundesfürstlicher Extractio (Fouché – Oginski) | M. Gritzner                                                      | Nuremberg | 1894      | Bauer und Raspe | GDZ       |
| 1      | Souveräne und Landesfürsten                                           | 3       | 3 C 3           | Die europäischen Fürstengeschlechter nicht Römisch-Kaiserlicher oder Deutsch-Bundesfürstlicher Extractio (d'Ongnies – Z) | M. Gritzner                                                      | Nuremberg | 1894      | Bauer und Raspe | GDZ       |
| 1      | Souveräne und Landesfürsten                                           | 4       | 1               | Städtewappen | O. v. Hefner, Adv. Gautsch (de)                                  | Nuremberg | 1885      | Bauer und Raspe | UBH       |
| 1      | Souveräne und Landesfürsten                                           | 4       | 2               | Städtewappen | Adv. Gautsch, L. A. Clericus (de)                                | Nuremberg | 1885      | Bauer und Raspe | UBH       |
| 1      | Souveräne und Landesfürsten                                           | 5       | 1               | Bistümer | G. A. Seyler (de)                                                | Nuremberg | 1881      | Bauer und Raspe | GDZ       |
| 1      | Souveräne und Landesfürsten                                           | 5       | 2               | Klöster | G. A. Seyler                                                     | Nuremberg | 1882      | Bauer und Raspe | GDZ       |
| 1      | Souveräne und Landesfürsten                                           | 6       |                 | Flaggen | M. Gritzner                                                      | Nuremberg | 1878      | Bauer und Raspe | GDZ       |
| 1      | Souveräne und Landesfürsten                                           | 7       |                 | Berufswappen | G. A. Seyler (de)                                                | Nuremberg | 1898      | Bauer und Raspe | GDZ       |
| 1      | Souveräne und Landesfürsten                                           | 8       |                 | Die Siegel der deutschen Universitäten in Deutschland, Österreich und der Schweiz. Nürnberg | E. Gritzner (de)                                                 | Nuremberg | 1906      | Bauer und Raspe | GDZ       |
| 2      | Blühender Adel deutscher Landschaften                                 | 1       |                 | Der Adel des Königreichs Bayern | O. v. Hefner                                                     | Nuremberg | 1856      | Bauer und Raspe | MDZ       |
| 2      | Blühender Adel deutscher Landschaften                                 | 2       |                 | Der Adel des Herzogthums Braunschweig | A. M. Hildebrandt                                                | Nuremberg | 1869      | Bauer und Raspe | UBH       |
| 2      | Blühender Adel deutscher Landschaften                                 | 3       |                 | Der Adel des Königreichs Sachsen | A. M. Hildebrandt                                                | Nuremberg | 1857      | Bauer und Raspe | UBH       |
| 2      | Blühender Adel deutscher Landschaften                                 | 4       | 1               | Der Adel der Fürstenthümer Schwarzburg und Waldeck | O. v. Hefner                                                     | Nuremberg | 1860      | Bauer und Raspe | UBH       |
| 2      | Blühender Adel deutscher Landschaften                                 | 4       | 2               | Der Adel der Fürstenthümer Reuss | M. Gritzner                                                      | Nuremberg | 1873      | Bauer und Raspe | UBH       |
| 2      | Blühender Adel deutscher Landschaften                                 | 5       |                 | Die Wappen des Württemberger Adels | M. Gritzner                                                      | Nuremberg | 1857      | Bauer und Raspe | UBH       |
| 2      | Blühender Adel deutscher Landschaften                                 | 6       |                 | Der Adel in Baden | C. A. v. Grass                                                   | Nuremberg | 1878      | Bauer und Raspe | UBH       |
| 2      | Blühender Adel deutscher Landschaften                                 | 7       |                 | Die Wappen des Nassauer Adels | O. v. Hefner                                                     | Nuremberg | 1858      | Bauer und Raspe | UBH       |
| 2      | Blühender Adel deutscher Landschaften                                 | 8       |                 | Der Adel der freien Stadt Frankfurt | O. v. Hefner                                                     | Nuremberg | 1856      | Bauer und Raspe | UBH       |
| 2      | Blühender Adel deutscher Landschaften                                 | 9       |                 | Der Hannöverische Adel | A. M. Hildebrandt                                                | Nuremberg | 1870      | Bauer und Raspe | UBH       |
| 2      | Blühender Adel deutscher Landschaften                                 | 10      |                 | Der Adel des Elsass | M. Gritzner, A. M. Hildebrandt                                   | Nuremberg | 1871      | Bauer und Raspe | UBH       |
| 2      | Blühender Adel deutscher Landschaften                                 | 11      |                 | Der Adel Deutsch-Lothringens | M. Gritzner, A. M. Hildebrandt                                   | Nuremberg | 1873      | Bauer und Raspe | UBH       |
| 3      | Blühender Adel deutscher Landschaften unter preußischer Vorherrschaft | 1       | 1               | Der Adel des Königreichs Preußen. Grafen und Freiherren | O. v. Hefner                                                     | Nuremberg | 1857      | Bauer und Raspe | MDZ       |
| 3      | Blühender Adel deutscher Landschaften unter preußischer Vorherrschaft | 1       | 2               | Der Preußische Adel. Freiherren und Grafen. Nachträge und Verbesserungen | G. A. v. Mülverstedt                                             | Nuremberg | 1906      | Bauer und Raspe | GDZ       |
| 3      | Blühender Adel deutscher Landschaften unter preußischer Vorherrschaft | 2       | 1 1             | Der blühende Adel des Königreichs Preußen (Edelleute A-L) | O. v. Hefner, A. Grenser, G. A. v. Mülverstedt                   | Nuremberg | 1878      | Bauer und Raspe | GDZ       |
| 3      | Blühender Adel deutscher Landschaften unter preußischer Vorherrschaft | 2       | 1 2             | Der blühende Adel des Königreichs Preußen (Edelleute M-Z) | O. v. Hefner, A. Grenser, G. A. v. Mülverstedt                   | Nuremberg | 1878      | Bauer und Raspe | GDZ       |
| 3      | Blühender Adel deutscher Landschaften unter preußischer Vorherrschaft | 2       | 2               | Der blühende Adel des Königreichs Preußen. Edelleute. Nachträge und Verbesserungen | G. A. v. Mülverstedt                                             | Nuremberg | 1906      | Bauer und Raspe | GDZ       |
| 3      | Blühender Adel deutscher Landschaften unter preußischer Vorherrschaft | 3       |                 | Der Adel der freien Städte Hamburg, Bremen und Lübeck | M. Gritzner, A. M. Hildebrandt                                   | Nuremberg | 1871      | Bauer und Raspe | MDZ       |
| 3      | Blühender Adel deutscher Landschaften unter preußischer Vorherrschaft | 4       |                 | Der Adel des Kurfürstenthums, Grossherzogthums und der Landgrafschaft Hessen | O. v. Hefner                                                     | Nuremberg | 1859      | Bauer und Raspe | MDZ       |
| 3      | Blühender Adel deutscher Landschaften unter preußischer Vorherrschaft | 5       |                 | Der Adel des Großherzogthums Oldenburg | M. Gritzner, A. M. Hildebrandt                                   | Nuremberg | 1872      | Bauer und Raspe | MDZ       |
| 3      | Blühender Adel deutscher Landschaften unter preußischer Vorherrschaft | 6       |                 | Der blühende Adel der Grossherzogthümer Mecklenburg (Schwerin und Strelitz) | O. v. Hefner                                                     | Nuremberg | 1858      | Bauer und Raspe | MDZ       |
| 3      | Blühender Adel deutscher Landschaften unter preußischer Vorherrschaft | 7       |                 | Der Adel des Herzogthums Anhalt | A. M. Hildebrandt                                                | Nuremberg | 1869      | Bauer und Raspe | MDZ       |
| 3      | Blühender Adel deutscher Landschaften unter preußischer Vorherrschaft | 8       |                 | Der blühende Adel der Herzogthümer Schleswig-Holstein und Lauenburg | M. Gritzner, A. M. Hildebrandt                                   | Nuremberg | 1870      | Bauer und Raspe | GDZ       |
| 3      | Blühender Adel deutscher Landschaften unter preußischer Vorherrschaft | 9       |                 | Der luxemburgische Adel | M. Gritzner, A. M. Hildebrandt                                   | Nuremberg | 1871      | Bauer und Raspe | MDZ       |
| 3      | Blühender Adel deutscher Landschaften unter preußischer Vorherrschaft | 10      |                 | Der Adel der Fürstenthümer Lippe und Schaumburg-Lippe | M. Gritzner, A. M. Hildebrandt                                   | Nuremberg | 1872      | Bauer und Raspe | MDZ       |
| 3      | Blühender Adel deutscher Landschaften unter preußischer Vorherrschaft | 11      | 1 Band 1        | Der Adel der russischen Ostseeprovinzen. Teil 1: Die Ritterschaft. Band 1: Fürsten, Grafen, Barone und Edelleute (Adamowicz – Heringen)                                                                                          | M. Gritzner                                                      | Nuremberg | 1898      | Bauer und Raspe | GDZ       |
| 3      | Blühender Adel deutscher Landschaften unter preußischer Vorherrschaft | 11      | 1 Band 2        | Der Adel der russischen Ostseeprovinzen. Teil 1: Die Ritterschaft. Band 2: Edelleute (Hertell – Zoritsch). Nachträge und Berichtigungen                                                                                          | M. Gritzner                                                      | Nuremberg | 1898      | Bauer und Raspe | GDZ       |
| 3      | Blühender Adel deutscher Landschaften unter preußischer Vorherrschaft | 11      | 2               | Der Adel der russischen Ostseeprovinzen. Teil 2: Der Nichtimmatrikulierte Adel | M. Gritzner                                                      | Nuremberg | 1901      | Bauer und Raspe | GDZ       |
| 4      | Habsburgermonarchie                                                   | 1       |                 | Der Adel der gefürsteten Grafschaft Tirol | O. v. Hefner                                                     | Nuremberg | 1857      | Bauer und Raspe | MDZ       |
| 4      | Habsburgermonarchie                                                   | 2       |                 | Der Adel des Herzogthums Krain und der Grafschaften Görz und Gradiska | O. v. Hefner                                                     | Nuremberg | 1859      | Bauer und Raspe | MDZ       |
| 4      | Habsburgermonarchie                                                   | 3       |                 | Der Adel des Königreichs Dalmatien | F. H. v. Rosenfeld (de)                                          | Nuremberg | 1873      | Bauer und Raspe | MDZ       |
| 4      | Habsburgermonarchie                                                   | 4       | 1               | Der Niederösterreichische Landständische Adel (A – R) | J. E. Kirnbauer v. Erzstätt (de)                                 | Nuremberg | 1909      | Bauer und Raspe | GDZ       |
| 4      | Habsburgermonarchie                                                   | 4       | 2               | Der Niederösterreichische Landständische Adel (S – Z) | J. B. Witting (de)                                               | Nuremberg | 1918      | Bauer und Raspe | GDZ       |
| 4      | Habsburgermonarchie                                                   | 5       |                 | Oberösterreichischer Adel | A. Frh. v. Starkenfels (de), J. E. Kirnbauer v. Erzstätt (de)    | Nuremberg | 1904      | Bauer und Raspe | GDZ       |
| 4      | Habsburgermonarchie                                                   | 6       |                 | Der Salzburgische Adel | M. M. Edl. v. Weittenhiller                                      | Nuremberg | 1883      | Bauer und Raspe | GDZ       |
| 4      | Habsburgermonarchie                                                   | 7       | 1               | Steiermärkischer Adel | J. B. Witting (de)                                               | Nuremberg | 1921      | Bauer und Raspe | GDZ       |
| 4      | Habsburgermonarchie                                                   | 7       | 2               | Der steirische Uradel (Siegel-Abbildungen) | A. A. v. Siegenfeld (de)                                         | Nuremberg | 1893      | Bauer und Raspe | GDZ       |
| 4      | Habsburgermonarchie                                                   | 8       |                 | Der Kärntner Adel | A. M. Hildebrandt                                                | Graz      | 1880      | Bauer und Raspe | GDZ       |
| 4      | Habsburgermonarchie                                                   | 9       |                 | Der Böhmische Adel | R. J. v. Meraviglia-Crivelli (de)                                | Nuremberg | 1886      | Bauer und Raspe | GDZ       |
| 4      | Habsburgermonarchie                                                   | 10      |                 | Der Mährische Adel | H. Edl. v. Kadich (de), C. Blažek                                | Nuremberg | 1899      | Bauer und Raspe | GDZ       |
| 4      | Habsburgermonarchie                                                   | 11      |                 | Der Adel von Österreichisch-Schlesien | C. Blažek                                                        | Nuremberg | 1885      | Bauer und Raspe | GDZ       |
| 4      | Habsburgermonarchie                                                   | 12      |                 | Der Adel von Siebenbürgen | C. Reichenauer von Reichenau, G. v. Csergheő (de), O. v. Bárczay | Nuremberg | 1898      | Bauer und Raspe | GDZ       |
| 4      | Habsburgermonarchie                                                   | 13      |                 | Der Adel von Kroatien und Slavonien | I. v. Bojničić (de)                                              | Nuremberg | 1899      | Bauer und Raspe | GDZ       |
| 4      | Habsburgermonarchie                                                   | 14      |                 | Der Adel von Galizien, Ladomerien und der Bukowina | F. H. v. Rosenfeld (de), I. v. Bojničić                          | Nuremberg | 1905      | Bauer und Raspe | GDZ       |
| 4      | Habsburgermonarchie                                                   | 15      | 1               | Der Adel von Ungarn sammt den Nebenländern der St. Stephanskrone | G. v. Csergheő (de), I. Nagy                                     | Nuremberg | 1893      | Bauer und Raspe | GDZ       |
| 4      | Habsburgermonarchie                                                   | 15      | 2               | Der Adel von Ungarn sammt den Nebenländern der St. Stephanskrone (Nachträge) | G. v. Csergheő Csoma, József von                                 | Nuremberg | 1894      | Bauer und Raspe | GDZ       |
| 4      | Habsburgermonarchie                                                   | 15      | 1 (Abbildungen) | Wappenbuch des Adels von Ungarn sammt den Nebenländern der St. Stephans-Krone. Tafeln 1–252 | G. v. Csergheő                                                   | Nuremberg | 1894      | Bauer und Raspe | GDZ       |
| 4      | Habsburgermonarchie                                                   | 15      | 2 (Abbildungen) | Wappenbuch des Adels von Ungarn sammt den Nebenländern der St. Stephans-Krone. Abbildungen 253–504 | G. v. Csergheő                                                   | Nuremberg | 1894      | Bauer und Raspe | GDZ       |
| 5      | Bürgerliche Geschlechter Deutschlands und der Schweiz                 | 1       |                 | Zweitausend Wappen bürgerlicher Geschlechter Deutschlands und der Schweiz | O. v. Hefner                                                     | Nuremberg | 1857      | Bauer und Raspe | MDZ       |
| 5      | Bürgerliche Geschlechter Deutschlands und der Schweiz                 | 2       |                 | Zweitausend bürgerliche Wappen | O. v. Hefner                                                     | Nuremberg | 1873      | Bauer und Raspe | MDZ       |
| 5      | Bürgerliche Geschlechter Deutschlands und der Schweiz                 | 3       |                 | Zweitausend bürgerliche Wappen | A. M. Hildebrandt, G. A. Seyler (de)                             | Nuremberg | 1888      | Bauer und Raspe | GDZ       |
| 5      | Bürgerliche Geschlechter Deutschlands und der Schweiz                 | 4       |                 | Zweitausend bürgerliche Wappen | G. A. Seyler                                                     | Nuremberg | 1890      | Bauer und Raspe | GDZ       |
| 5      | Bürgerliche Geschlechter Deutschlands und der Schweiz                 | 5       |                 | Zweitausend bürgerliche Wappen | G. A. Seyler                                                     | Nuremberg | 1895      | Bauer und Raspe | GDZ       |
| 5      | Bürgerliche Geschlechter Deutschlands und der Schweiz                 | 6       |                 | Neunzehnhundertfünfundvierzig bürgerliche Wappen | G. A. Seyler                                                     | Nuremberg | 1901      | Bauer und Raspe | GDZ       |
| 5      | Bürgerliche Geschlechter Deutschlands und der Schweiz                 | 7       |                 | Achtzehnhunderteinundsiebenzig bürgerliche Wappen | G. A. Seyler                                                     | Nuremberg | 1906      | Bauer und Raspe | GDZ       |
| 5      | Bürgerliche Geschlechter Deutschlands und der Schweiz                 | 8       |                 | Fünfzehnhundertachtundzwanzig bürgerliche Wappen | G. A. Seyler                                                     | Nuremberg | 1909      | Bauer und Raspe | GDZ       |
| 5      | Bürgerliche Geschlechter Deutschlands und der Schweiz                 | 9       |                 | Fünfzehnhundertneunundfünfzig bürgerliche Wappen | G. A. Seyler                                                     | Nuremberg | 1912      | Bauer und Raspe | GDZ       |
| 5      | Bürgerliche Geschlechter Deutschlands und der Schweiz                 | 10      |                 | Vierzehnhundert und Siebenzig bürgerliche Wappen | G. A. Seyler                                                     | Nuremberg | 1916      | Bauer und Raspe | GDZ       |
| 5      | Bürgerliche Geschlechter Deutschlands und der Schweiz                 | 11      |                 | Sechshundertfünfundachtzig bürgerliche Wappen | G. A. Seyler                                                     | Nuremberg | 1920      | Bauer und Raspe | GDZ       |
| 5      | Bürgerliche Geschlechter Deutschlands und der Schweiz                 | 12      |                 | Neunhundertundvier bürgerliche Wappen | G. A. Seyler                                                     | Nuremberg | 1925      | Bauer und Raspe | GDZ       |
| 5      | Bürgerliche Geschlechter Deutschlands und der Schweiz                 | 13      |                 | Siebenhundertzweiundvierzig bürgerliche Wappen | G. A. Seyler, W. Freier, K. E. v. Marchtaler                     | Nuremberg | 1936      | Bauer und Raspe |           |
| 5      | Bürgerliche Geschlechter Deutschlands und der Schweiz                 | 14      |                 | Fünfhundertfünfundsiebzig bürgerliche Wappen | K. E. v. Marchtaler, O. v. Hefner                                | Nuremberg | 1938–1961 | Bauer und Raspe |           |
| 5      | Bürgerliche Geschlechter Deutschlands und der Schweiz                 | 15      |                 | [Bürgerliche Wappen] |                                                                  | Nuremberg | 1967      | Bauer und Raspe |           |
| 6      | Abgestorbene, erloschene Geschlechter                                 | 1       | 1               | Abgestorbener Bayerischer Adel | G. A. Seyler                                                     | Nuremberg | 1884      | Bauer und Raspe | GDZ       |
| 6      | Abgestorbene, erloschene Geschlechter                                 | 1       | 2               | Abgestorbener Bayerischer Adel | G. A. Seyler                                                     | Nuremberg | 1906      | Bauer und Raspe | GDZ       |
| 6      | Abgestorbene, erloschene Geschlechter                                 | 1       | 3               | Abgestorbener Bayerischer Adel | G. A. Seyler                                                     | Nuremberg | 1911      | Bauer und Raspe | GDZ       |
| 6      | Abgestorbene, erloschene Geschlechter                                 | 2       |                 | Abgestorbener Württemberger Adel | G. A. Seyler                                                     | Nuremberg | 1911      | Bauer und Raspe | GDZ       |
| 6      | Abgestorbene, erloschene Geschlechter                                 | 3       |                 | Abgestorbene Tiroler Adels-Geschlechter. A – Jöchl, Tafeln bis Mezner |                                                                  | Nuremberg | 1857      | Bauer und Raspe | GDZ       |
| 6      | Abgestorbene, erloschene Geschlechter                                 | 4       |                 | Abgestorbener Preußischer Adel, Provinz Preußen | G. A. v. Mülverstedt, A. M. Hildebrandt                          | Nuremberg | 1874      | Bauer und Raspe | GDZ       |
| 6      | Abgestorbene, erloschene Geschlechter                                 | 5       |                 | Der abgestorbene Adel der Provinz und Mark Brandenburg | G. A. v. Mülverstedt, A. M. Hildebrandt                          | Nuremberg | 1880      | Bauer und Raspe | GDZ       |
| 6      | Abgestorbene, erloschene Geschlechter                                 | 6       |                 | Ausgestorbener preußischer Adel, Provinz Sachsen (exl. die Altmark) | G. A. v. Mülverstedt, A. M. Hildebrandt                          | Nuremberg | 1884      | Bauer und Raspe | GDZ       |
| 6      | Abgestorbene, erloschene Geschlechter                                 | 7       |                 | Der abgestorbene Nassauische Adel | H. v. Goeckingk, A. v. Bierbrauer-Brennstein, C. A. v. Grass     | Nuremberg | 1882      | Bauer und Raspe | GDZ       |
| 6      | Abgestorbene, erloschene Geschlechter                                 | 8       | 1               | Der abgestorbene Adel der Preußischen Provinz Schlesien | C. Blažek                                                        | Nuremberg | 1887      | Bauer und Raspe | GDZ       |
| 6      | Abgestorbene, erloschene Geschlechter                                 | 8       | 2               | Der abgestorbene Adel der Preußischen Provinz Schlesien | C. Blažek                                                        | Nuremberg | 1890      | Bauer und Raspe | GDZ       |
| 6      | Abgestorbene, erloschene Geschlechter                                 | 8       | 3               | Der abgestorbene Adel der Preußischen Provinz Schlesien | C. Blažek                                                        | Nuremberg | 1894      | Bauer und Raspe | GDZ       |
| 6      | Abgestorbene, erloschene Geschlechter                                 | 9       |                 | Ausgestorbener preußischer Adel, Provinz Pommern | G. A. v. Mülverstedt, A. M. Hildebrandt                          | Nuremberg | 1894      | Bauer und Raspe | GDZ       |
| 6      | Abgestorbene, erloschene Geschlechter                                 | 10      |                 | Ausgestorbener Mecklenburgischer Adel | G. A. v. Mülverstedt                                             | Nuremberg | 1902      | Bauer und Raspe | GDZ       |
| 6      | Abgestorbene, erloschene Geschlechter                                 | 11      |                 | Ausgestorbener Anhaltischer Adel | G. A. v. Mülverstedt                                             | Nuremberg | 1905      | Bauer und Raspe | GDZ       |
| 6      | Abgestorbene, erloschene Geschlechter                                 | 12      |                 | Ausgestorbener Adel der sächsischen Herzogthümer | G. A. v. Mülverstedt                                             | Nuremberg | 1907      | Bauer und Raspe | GDZ       |
| 6      | Abgestorbene, erloschene Geschlechter                                 | 13      |                 | Ausgestorbener Adel der Fürstenthümer Schwarzburg, zugleich als Entwurf eines Lexicons des früheren Schwarzenburgischen Adels | G. A. v. Mülverstedt                                             | Nuremberg | 1908      | Bauer und Raspe | GDZ       |
| 7      | Ergänzungen                                                           | 1       |                 | Ergänzungsband, enthaltend die Nachträge und Ergänzungen zu den Staatswappen von Russland und Baden, ferner zu dem Adel von Bayern, (Grafen und Freiherren), Sachsen, Schwarzenburg, Waldeck, Württemberg, Mecklenburg und Tyrol | O. v. Hefner                                                     | Nuremberg | 1860      | Bauer und Raspe | MDZ       |
| 7      | Ergänzungen                                                           | 2       |                 | Ergänzungsband. Preußische Grafen und Freiherren | C. Blažek                                                        | Nuremberg | 1886      | Bauer und Raspe | GDZ       |
| 7      | Ergänzungen                                                           | 3       | a               | Der Abgestorbener Preußischer Adel (Provinz Preußen, jetzt Provinzen Ost- und Westpreußen). Supplement | G. A. v. Mülverstedt                                             | Nuremberg | 1900      | Bauer und Raspe | GDZ       |
| 7      | Ergänzungen                                                           | 3       | b               | Abgestorbener Preußischer Adel. Provinz Brandenburg. Supplement | G. A. v. Mülverstedt                                             | Nuremberg | 1900      | Bauer und Raspe | GDZ       |
| 7      | Ergänzungen                                                           | 3       | c               | Abgestorbener Preußischer Adel. Provinz Pommern. Supplement | G. A. v. Mülverstedt                                             | Nuremberg | 1900      | Bauer und Raspe | GDZ       |
| 7      | Ergänzungen                                                           | 3       | d               | Abgestorbener Preußischer Adel (Provinz Sachsen. Mit Ausschluss der Altmark). Supplement | G. A. v. Mülverstedt                                             | Nuremberg | 1900      | Bauer und Raspe | GDZ       |

* Copies numériques :
MDZ = Centre de numérisation de Munich à la Bibliothèque d'État de Bavière (BSB)
GDZ = Centre de numérisation de Goettingen de la Bibliothèque d'État et universitaire de Basse-Saxe à Göttingen (SUB)
UBH = Bibliothèque universitaire d'Heidelberg (de) à l'Université de Heidelberg